# Noah Huntley
Noah Cornelius Marmaduke Huntley (Winston, West Sussex, 7 de setembro de 1974) é um ator britânico nascido na Inglaterra.

## Carreira
Noah Huntley é um ator mais conhecido pelo seu pequeno papel no filme 28 Days Later, de Danny Boyle. Outro filme de grande sucesso em que atuou foi O Enigma do Horizonte. Recentemente, ele fez o papel de Peter Pevensie no filme infantil Crônicas de Nárnia: O Leão, a Feiticeira e o Guarda-Roupa, da Disney. Na TV britânica interpretou Luke McAllister, de 1993 à 1995, na telenovela Emmerdale, como um de seus personagens mais marcantes. Atualmente, está no papel de Danny, da série britânica The Summit.

## Filmografia
Televisão
- A Guilty Thing Surprised (1988) (TV) .... John Burden
- No Crying He Makes (1988) (TV) .... John Burden
- "Tom's Midnight Garden" (1989) (minissérie) .... James
- "Ruth Rendell Mysteries" .... John Burden (3 episódios, 1987-1990)
- "Nice Town" (1992) (mini-série) .... Nigel Dobson
- "Emmerdale Farm" (1972) (TV) .... Luke McAllister (1993-1995)
- "Moonacre" (1994) (TV) .... Robin
- "Birds of a Feather" .... Dominic (1 episódio, 1998)
- "Dream Team" (1997) (TV) .... Michael Dillon (1998-1999)
- The Cyberstalking (1999) (TV) .... Jack
- The Mists of Avalon (2001) (TV) .... Sir Gawain
- "Midsomer Murders" .... Noel Wooliscroft (1 episódio, 2001)
- "Where the Heart Is" .... Davey Ludford (1 episódio, 2002)
- "The Inspector Lynley Mysteries" .... Cliff Hegarty (1 episódio, 2003)
- "Holby City" .... Will Curtis (33 episódios, 2004-2005)
- "The Afternoon Play" .... Gary (1 episódio, 2006)
- "Alive" .... Warren MacDonald (1 episódio, 2006)
- "The Summit" (2008) (minissérie) (filmando) .... Danny

Cinema
- True Blue (1996) .... Nick Bonham
- Event Horizon (1997) .... Burning Man/Edward Corrick
- Tom's Midnight Garden (1999) .... James (20 anos)
- Megiddo: The Omega Code 2 (2001) .... Stone Alexander
- 28 Days Later(2002) .... Mark
- The Chronicles of Narnia: The Lion, the Witch and the Wardrobe (2005) .... Pedro Pevensie (adulto)
- The Carriageway (2006) .... Pai
- Dark Floors (2008) .... Ben
- Snow White and the Huntsman (2012) .... Rei Magnus